# Société des chemins de fer de la Flandre-Occidentale
La Société des chemins de fer de la Flandre-Occidentale est une société anonyme belge, à capitaux anglais, créée en 1845 pour reprendre la concession d'un réseau de lignes de chemin de fer dans la province de Flandre-Occidentale.
Les lignes sont rachetées par les Chemins de fer de l'État belge en 1907.

## Histoire
La société anonyme créée par l'acte du 30 mai 1845, approuvé par l'arrêté royal du 4 juin 1845 (publié dans le Moniteur le 7 juin 1845), est dénommée Société des chemins de fer de la Flandre-Occidentale et a son siège à Bruges. Son objet est d'établir et exploiter des embranchements et prolongements dans la province de Flandre-Occidentale, tels qu'ils ont été concédés suivant la convention définitive conclue entre les concessionnaires et l'État belge, le 19 mai 1845, approuvée par l'arrêté royal du 21 mai. La loi du 18 mai 1845, qui l'accordait, y intégrait : un chemin de fer de Bruges à Courtrai, Ypres et Poperinghe, par Thourout, Roulers et Menin, avec embranchements sur Thielt et sur Dixmude et de Thielt sur Aeltre ou Deynze.

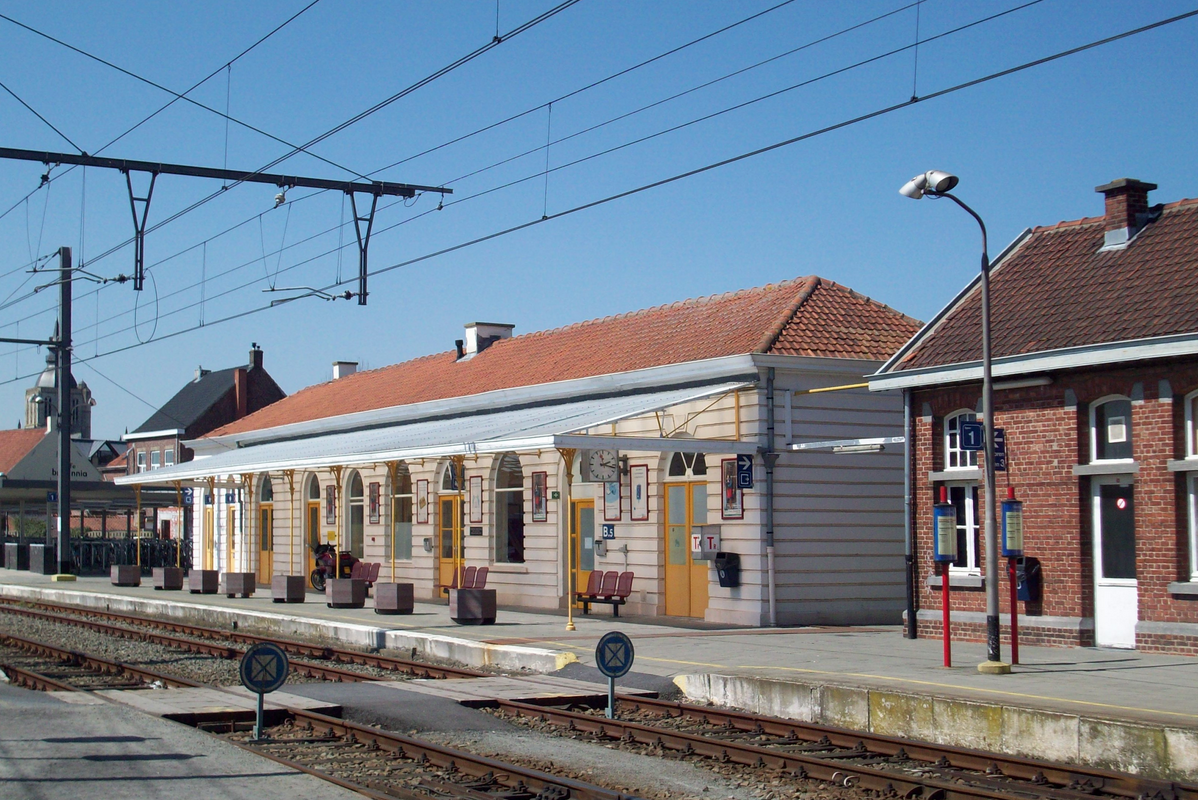
La gare de Poperinge, typique du style architectural de la compagnie

L'arrêté royal du 5 septembre 1845, précise la direction de Deynze (Deinze) pour l'embranchement partant de Thielt (Teilt), et le 6 novembre un nouvel arrêté déclare la compagnie concessionnaire du prolongement de l'embranchement de Dixmude jusqu'à Furnes.

## Nationalisation
Elle devient une partie intégrante de la Société générale d'exploitation à la fin des années 1860 mais recouvre son indépendance en 1872 après que la SGE ait été démembrée et que les compagnies qui la constituaient aient accepté (ou refusé) le rachat par les Chemins de fer de l’État belge. Elle accepta finalement d'être rachetée par l’État belge en 1907.

## Réseau
- Ligne de Bruges à Courtrai
- Ligne de Courtrai à Poperinghe (frontière)
- Embranchement d'Ingelmunster à Deinze via Tielt (actuelles lignes 73 et 73A)
- Ligne de Lichtervelde à Furnes (portion de la ligne 73)